# Дистрибутивные переговоры
Дистрибутивные переговоры (англ. distributive negotiations) — переговоры, в которых стратегическое влияние и утаивание информации преобладает над диалогом и взаимоотношениями.
Имеются два альтернативных подхода к ведению переговоров, опирающихся на Гарвардскую концепцию: дистрибутивные и интегративные переговоры. В дистрибутивных переговорах реализуются особые декларируемые участниками позиции, каждая из участвующих сторон претендует на «кусок имеющегося пирога». Участники дистрибутивного переговорного процесса считают свои цели и интересы взаимоисключающими и конкурирующими. Один из участников переговоров стремится получить как можно больше выгоды в ущерб интересам другого (принцип «нулевого итога», когда в результате только один победитель), то есть выигрыш одного ведет к потерям у другого.
Кэлтнер писал, что дистрибутивные переговоры происходят тогда, когда «участники — это явные соперники, цель переговоров — победа, в качестве условия взаимоотношений стороны требуют друг от друга идти на уступки, они очень строги с людьми и недоверчивы, твердо придерживаются своей позиции, угрожают, скрывают свои истинные интересы или вводят других в заблуждение»
Существуют различные подходы к классификации переговоров описанные в книге  Р.Уолтон и Р.Маккерси . Различают следующие типы переговоров:
1. Дистрибутивные переговоры, основанные на максимизации собственной прибыли.
2. Интегративные переговоры, основанные на разрешении проблем и увеличении общей выгоды.
3. Позиционное структурирование, для создания хороших взаимоотношений между сторонами.
4. Переговоры внутри организации, направленные на выработку консенсуса в команде.

## Основные характеристики дистрибутивного подхода
Дистрибутивный подход основывается на стратегическом влиянии и  желании утаивания информации. Эти процессы преобладают над диалогом и взаимоотношениями в ходе переговорного процесса. Участники переговоров являются соперниками и  целью каждого является достижение победы. В основе лежит стремление разделить мифический «фиксированный пирог» и  получить большую его часть. Начинается конкуренция и конфликт. Возможно возникновение недоверия между сторонами, введение в заблуждение, угрозы и блеф. Характерно завышение первоначальных требований, стремление любой ценой придерживаться своей позиции, несимметричность в предъявлении требований и нежелание идти на уступки. Применение дистрибутивного подхода реализуется в бракоразводных процессах, спортивных переговорах, международных переговорах, и в сферах продаж.
Согласно мнению М. А. Базермана, недостаток конкурентного подхода к ведению переговоров в том, что проигравшие надолго запоминают свое поражение. В случае если участникам переговоров снова придется иметь дело друг с другом, то вести переговоры будет намного сложнее. Ориентация на такой подход «с нулевым итогом» появилась в нашем обществе в результате спортивных соревнований, наиболее часто проявляется и поддерживается в американской культуре.
Особенности дистрибутивной стратегии:
- В борьбе за свои интересы и желании отстоять собственные позиции, стороны допускают, что партнер понесет потери[6];
- Переговоры ведутся на основе первоначально выдвинутых крайних позиций, которые каждая из сторон стремится отстаивать;
- Действия оппонентов направлены друг на друга, а не на решение проблем, а тем более не на поиск взаимовыгодного решения;
- Стороны стараются исказить или скрыть информацию о своих интересах, намерениях, целях;
- Зачастую, достигнутое соглашение удовлетворяет каждую из сторон в меньшей степени, чем это могло бы быть.

## Стили поведения и недостатки в позиционном торге
Дистрибутивные переговоры часто называют позиционным торгом. Зона торгов расположена в промежутке между, предъявленным минимальным условием от одной стороны и максимальным условием от другой, которые обсуждаются в процессе переговоров.
В позиционном торге выделяют два основных стиля:
- жесткий стиль;
- мягкий стиль.

«Жесткий» подход может завершиться результатом типа, «выиграл — проиграл», при котором в выигрыше остается только одна из сторон, в противном случае он может привести в тупик.
«Мягкий» подход ведения переговоров ведет к аккомодации, при которой одна из сторон уступает другой, или к компромиссу, при котором каждая из сторон жертвует чем-то в пользу другой ради достижения соглашения. Даже если «мягкие» дистрибутивные переговоры заканчиваются компромиссом, может возникнуть чувство неудовлетворенности, поскольку каждая из сторон не получила желаемого.
Недостатки позиционного торга:
Р. Фишер, В. Л. Юри и Б.Паттон выделяют основные недостатки позиционного торга:
- Подобная стратегия нередко подводит к деструктивному поведению и срыву переговоров, а в случае договоренности к неразумным соглашениям, которые в той или иной степени не отвечают интересам сторон;
- Сторона, придерживающаяся мягкого стиля является уязвимой и практически всегда остается в невыгодном положении по сравнению с оппонентом с жесткой стратегией поведения;
- Оппоненты видят в друг друге врагов, что сильно сказывается на дальнейших отношениях между сторонами;
- Торг не эффективен если в переговорах принимают участие больше двух сторон

## Компоненты дистрибутивных переговоров
Участникам дистрибутивных переговоров свойственна излишняя разговорчивость, настаивание на своих позициях и манипулирование. Успешные переговорщики обладают знанием контекстуальных факторов, которые влияют на развитие переговоров. Для того, чтобы добиться выгодного для себя решения, переговорщики используют различные компоненты манипуляции.
Главные компоненты:
- сокрытие информации;
- настаивание на своих интересах;
- позиционная дискуссия;
- наличие эгоистических целей;
- принуждение;
- спор;
- приношение в жертву взаимоотношений;
- строгое отношение к людям.

## Тактики, применяемые в дистрибутивных переговорах
1. Дезориентация партнера — эта тактика является активной, она заранее планируется и реализуется с использованием следующих приемов: критика конструктивных положений, использование неожиданной информации, обман, блеф, угрозы. Основной целью дезориентации является принуждение партнера к действиям в направлении собственных интересов.
2. Ультиматум — данная тактика является одной из самых жестких и характеризуется предъявлением ультиматума одним из участников переговоров другому в самом начале переговоров. Основной прием ультиматума — угроза. Выдвижение ультиматума предполагает крайне невыгодное положение соперника в переговорах. Используются приемы выжидания: задержка начала переговоров, сознательное опоздание или неприбытие на встречу и тому подобное
3. Прием альтернатив — заключается в том, что противнику предлагается выбор из двух или более непривлекательных для него вариантов решения проблемы, которые удовлетворяют вашим собственным интересам.
4. Прием затвора, предполагает  ультимативное воздействие на противника, путем собственного ослабления контроля над ситуацией.
5. Тактика выжимания уступок. При ее применении используются разнообразные средства позиционного давления на оппонента, ослабляющие его волю к сопротивлению. Эта тактика отличается от ультиматума тем, что требования предъявляются сопернику не сразу, а поэтапно.

## Приёмы позиционного давления на оппонента
К приемам позиционного давления относятся:
- прием «закрытая дверь» — отказ от выступления в переговорах.
- прием «пропускной режим» — предполагает выдвижение предварительной уступки как условия для начала переговоров или для их дальнейшего продолжения.
- прием «визирования» — используется когда соглашение по какому-то вопросы почти достигнуто, но оно не устраивает в полной мере инициатора выжимания уступок. Тогда для получения новой уступки он заявляет об ограничении своих полномочий на принятие решения в том виде, в каком оно подготовлено, и что этот вопрос нуждается в дополнительном согласовании с вышестоящими инстанциями. Этот прием рассчитан на то, что противник не может ждать и готов пойти на новые уступки, лишь бы соглашение было заключено сейчас.
- прием «внешней опасности» — используется как демонстрация готовности принять предложения соперника, но при этом делается заявления о том, что выполнение его ставится под угрозу из-за вмешательства внешних сил.

Психологические приемы:
Если приемы позиционного давления основаны на создании конкретных условий вынуждающих соперника идти на уступки, то приемы психологического давления направлены на ослабление воли противника, на побуждение его к подсознательному стремлению быстрее закончить переговоры ценой незапланированных уступок.
Приемы психологического давления:
- Прием «чтения в сердцах» — это уловка, суть которой состоит в следующем: словам соперника приписывают скрытый смысл и разоблачают «подлинные» мотивы, которые скрываются за сказанными словами.
- Прием «последнего требования» используется, когда длительные переговоры подошли к завершающей стадии. Уставшему от тяжелых переговоров оппоненту предлагают еще одно требование , с которым он, как правило, соглашается.

## Ошибки в дистрибутивных переговорах
Процесс переговоров покоится на сложном фундаменте культуры и прочих факторах, он характеризуется путаницей, происходящей из-за вмешательства межличностной и групповой динамики.
Характерные ошибки дистрибутивных переговоров:
- Миф о «фиксированном размере пирога» представляет собой чисто дистрибутивный подход к ведению переговоров. «Размер пирога» можно увеличить или использовать с максимальной выгодой для всех сторон, а не только одной.
- Высокая эскалация участия, это начало ведения переговоров с завышенных требований. Заявив требования стороны продолжают их отстаивать, не желая отступать. Это может привести к эскалации конфликта. Чтобы избежать проявление этой тенденции в поведении людей требуется твердая самодисциплина.
- Уверенность каждого из участников переговоров, что только их позиция является верной приводит к тому, что они игнорируют потребности другой стороны. Участники переговоров неспособны увидеть справедливость позиций противоположной стороны. Такая самоуверенность препятствует достижению соглашения.
- Коммуникационные проблемы. Процесс переговоров может нарушиться из-за проблем общения - стороны фактически не разговаривают друг с другом или не стараются говорить максимально понятно. Процесс переговоров может нарушаться и вследствие проблемы восприятия - стороны не могут или не хотят услышать и понять то, что говорит противоположная сторона.